# كورت توخولسكي
كورت توخولسكي (بالألمانية: Kurt Tucholsky). هو كاتب ألماني. ولد عام 1890 في برلين، ومات 1935 في جوتنبرج. درس توخولسكي الحقوق في برلين وفيينا وجنيف. وفي الفترة من 1913 حتى 1933 كان يكتب في جريدة (المسرح العالمي) تحت الأسماء المستعارة: (بيتر بانتر، تيوبالد تيجر، إجناس فروبل، كاسبر هاوزو). وفي عام 1923 عمل موظفاً في أحد البنوك، وفي عام 1924 أصبح مراسلاً صحفياً في باريس. ومنذ عام 1927 عاش في السويد. وفي عام 1932 أُسقطت عنه الجنسية الألمانية، وأُحرقت كتبه. وبسبب يأسه الشديد، وإحساسه بنجاح النازية، انتحر في عام 1935.

## أعماله
- جبل الراين
- كتاب عن جبال البرانس
- ألمانيا ألمانيا فوق الجميع
- قصر جريبسولم. قصة صيفية

## روابط خارجية
- كورت توخولسكي على موقع IMDb (الإنجليزية)
- كورت توخولسكي على موقع الموسوعة البريطانية (الإنجليزية)
- كورت توخولسكي على موقع مونزينجر (الألمانية)
- كورت توخولسكي على موقع ميوزك برينز (الإنجليزية)
- كورت توخولسكي على موقع أول موفي (الإنجليزية)
- كورت توخولسكي على موقع قاعدة بيانات الأفلام السويدية (السويدية)
- كورت توخولسكي على موقع ديسكوغز (الإنجليزية)
- كورت توخولسكي على موقع ديسكوغز (الإنجليزية)
- كورت توخولسكي على موقع ديسكوغز (الإنجليزية)
- كورت توخولسكي على موقع ديسكوغز (الإنجليزية)
- كورت توخولسكي على موقع ديسكوغز (الإنجليزية)